# Arthur Hauffe
Arthur Hauffe (Wittgensdorf, 20 dicembre 1892 – Leopoli, 22 luglio 1944) è stato un generale tedesco della Wehrmacht durante la seconda guerra mondiale.

## Biografia
Hauffe iniziò il proprio servizio militare nell'esercito imperiale tedesco il 25 aprile 1912 come cadetto; il 18 dicembre 1913 venne promosso tenente. Con lo scoppio della prima guerra mondiale, arrivò al fronte col suo reggimento. Dal 24 giugno 1915 prestò servizio come aiutante di battaglione nel 29º reggimento di riserva. Dal 22 novembre 1915, fu vicecomandante ausiliario, e dal 29 novembre 1915, venne promosso ad aiutante reggimentale. Il 27 gennaio 1917 venne promosso sottotenente. Venne trasferito allo stato maggiore il 7 dicembre 1917. Dopo la guerra rimase nell'esercito e prestò servizio in vari quartieri generali tedeschi.

### Il ruolo in Romania durante la seconda guerra mondiale
Mentre Hauffe si trovava a capo della missione tedesca in Romania, siglò il 30 agosto 1941 con il generale Nicolae Tătăranu un "Accordo per la Sicurezza, l'Amministrazione e lo Sviluppo Economico del Territorio tra il Dnestr e il Bug-Dnepr" che di fatti segnò la sottomissione della Romania alla Germania nazista. Al paragrafo 7 dell'accordo, infatti, si faceva riferimento agli ebrei nei campi di concentramento e nei ghetti della Bessarabia e della Bucovina nonché agli ebrei abitanti in Transnistria: "L'evacuazione degli ebrei lungo il Bug attualmente non appare possibile. Essi devono essere posti in campi di lavoro ed utilizzati per vari impieghi; una volta completata l'operazione, la loro evacuazione verso est sarà possibile".

### Il ruolo nella sconfitta della Germania in Ucraina settentrionale
Hauffe venne promosso al grado di General der Infantrie durante l'offensiva Leopoli-Sandomierz, una delle maggiori operazioni dell'Armata Rossa per costringere la Germania ad abbandonare l'Ucraina e la Polonia orientale, lanciata alla metà di luglio del 1944. Il generale Hauffe non riuscì a preparare adeguatamente le sue truppe per la ritirata e la maggior parte di queste venne accerchiata dal nemico e catturata. Nella parte finale dell'offensiva, tra il 20 e il 22 luglio 1944, non riuscì a contenere l'avanzata del nemico al punto che venne costretto a cedere il comando del XIII. Armee Korps al tenente generale Wolfgang Lange. Ad ogni modo la sua inettitudine portò ad un nuovo accerchiamento di truppe tedesche presso la sacca di Brody dove queste vennero in gran parte distrutte. Biasimato dal governo tedesco, cadde prigioniero dei sovietici il 22 luglio 1944, ma morì in quello stesso giorno quando, accidentalmente, camminò sopra una mina antiuomo durante la marcia verso il campo di prigionia che gli era stato assegnato.